# Asclepias exaltata
Asclepias exaltata (engl. poke milkweed) ist eine Pflanzenart der Gattung Seidenpflanzen (Asclepias) aus der Unterfamilie der Seidenpflanzengewächse (Asclepiadoideae).

## Merkmale

### Vegetative Merkmale
Asclepias exaltata ist eine ausdauernde Pflanze mit einer fleischigen, weißlichen Pfahlwurzel. Die krautigen Triebe sterben jedes Jahr nach der Vegetationsperiode ab und treiben im folgenden Jahr aus der Pfahlwurzel neu aus. Pro Wurzelstock bzw. Pfahlwurzel wird in aller Regel nur ein Trieb gebildet. Dieser ist vergleichsweise kräftig, unverzweigt und 40 bis 100 cm, unter sehr günstigen Standortbedingungen auch bis 180 cm hoch. Die Triebe sind kahl, oder von den Knoten laufen Linien mit unscheinbarer flaumiger Behaarung die Triebe hinab. Die gestielten Blätter sind gegenständig angeordnet. Die Stiele sind 0,5 bis 1,5 cm lang. Die dünnen, häutigen Blattspreiten sind eiförmig bis elliptisch, oder auch länglich-elliptisch mit einer kurzen, schmalen Spitze; die Basis ist breit gerundet. Sie sind 10 bis 20 cm lang, 2 bis 11 cm breit und auf der Oberseite spärlich behaart oder kahl; die Unterseite ist graugrün und behaart. Die Blattadern haben eine leichte purpurfarbene Tönung; sie heben sich dadurch deutlich vom Grün der Blattspreite ab.

### Blütenstand und Blüten
Die solitären, hängenden Blütenstände sind annähernd endständig an den obersten Nodien. Sie sind wenig- bis vielblütig (bis 10 Blüten) und relativ offen, und besitzen eine steifen, 0,3 bis 8,5 cm langen, purpurfarbenen Stiel. Die fünfzähligen zwittrigen Blüten sind zygomorph und besitzen eine doppelte Blütenhülle. Der Blütenstiel ist schlank und 3 bis 5 cm. Die Blüten sind von mittleren Größe mit eiförmig-lanzettlichen, ungefähr 5 mm langen, kahlen Kelchblättern. Die Blütenkrone ist radförmig mit zurück gebogenen Kronblattzipfeln. Die 8 bis 12 mm langen Zipfel sind weißlich mit einer rosa oder purpurfarbenen Tönung. Die einreihige, weißliche Nebenkrone ist kurz gestielt, der kurze Stiel verkehrtkonisch bis zylindrisch und etwa 2 mm lang und ebenso breit. Die 3,5 bis 4 mm langen Zipfel der staminalen Nebenkrone sind röhrenförmig-kapuzenförmig umgebildet und mehr oder weniger deutlich randlich gezähnelt. Der hornförmige Sekundärfortsatz lehnt sich in der unterhalb der Mitte an die Zipfel der Nebenkrone an, ist ungefähr doppelt so lang wie diese, und neigen sich über dem Griffelkopf zusammen. Der Griffelkopf ist zylindrisch 3 bis 3,5 mm lang und breit. Die Blüte produziert reichlich Nektar und verströmt für die menschliche Nase einen eher unangenehmen Duft.

### Früchte und Samen
Die Balgfrüchte stehen aufrecht auf gebogenen Stielen und sind schmall-spindelförmig, 12 bis 15 cm lang und 1,5 bis 2 cm breit. Sie sind glatt und im Wesentlichen unbehaart. Die Samen sind breit-elliptisch, 7 bis 9 mm lang, und besitzen einen weißen, 3 bis 4,5 cm langen Haarschopf.

## Geographische Verbreitung und (Syn-)Ökologie
Das Verbreitungsgebiet der Art erstreckt sich über weite Gebiete der östlichen und mittleren USA (Alabama, Connecticut, Delaware, Georgia, Illinois, Indiana, Iowa, Kentucky, Maine, Maryland, Massachusetts, Michigan, Minnesota, Mississippi, New Hampshire, New Jersey, New York, North Carolina, Ohio, Pennsylvania, Rhode Island, South Carolina, Tennessee, Vermont, Virginia, West Virginia und Wisconsin) bis nach Südkanada (Ontario und Québec);. Die Art wächst in feuchten Wäldern, Gebüschen und auf Wiesen. Sie blüht vom Mai bis August.
Die Blüten ziehen durch ihren reichlich produzierten Nektar zahlreiche Insekten an. Die Art ist außerdem Nahrungspflanze für die Raupen des Monarchfalters (Danaus plexippus) und des Bärenspinners Euchaetes egle.

## Taxonomie und Systematik
Das Taxon wurde bereits von Carl von Linné 1762 erstmals klassifiziert. Asclepias phytolaccoides G.F.Lyon ex Pursh (1813) ist ein jüngeres Synonym. Von diesem Namen leitet sich der englische Vulgärname poke milkweed ab. Asclepias exaltata wird von der Plant List als gültiges Taxon akzeptiert.

## Belege